# Renan (ur. 1985)
Renan Brito Soares (ur. 24 stycznia 1985 w Viamão) – brazylijski piłkarz grający na pozycji bramkarza.

## Kariera klubowa
Renan wychował się w klubie SC Internacional z miasta Porto Alegre. W 2004 roku stał się członkiem pierwszego zespołu, ale swój pierwszy profesjonalny mecz rozegrał 3 kwietnia 2005 przeciwko EC Juventude (3:1) w mistrzostwach stanu Rio Grande do Sul. Do końca 2007 roku był rezewowym Internacionalu. W 2005 roku wywalczył mistrzostwo stanowe. W 2006 roku jako dubler Clemera zdobył Copa Libertadores, a następnie wygrał Klubowe Mistrzostwo Świata. W 2008 roku stał się pierwszym bramkarzem swojego klubu.
Latem 2008 Renan odszedł z Internacionalu i 13 sierpnia podpisał kontrakt z hiszpańską Valencią, gdzie wygrał rywalizację z bramkarzem reprezentacji Niemiec Timo Hildebrandem. Rozegrał dla Valencii 19 spotkań. Zadebiutował w niej 30 sierpnia 2008 w meczu z RCD Mallorca (3:0).
27 lipca 2009 Renan został wypożyczony do beniaminka Primera División, Xerez CD. 30 sierpnia 2009 rozegrał w nim swoje pierwsze spotkanie, przegrane 0:2 z Mallorką. Łącznie przez cały sezon rozegrał 35 ligowych meczów, jednak jego zespół spadł z ligi. Po powrocie do Valencii, został wypożyczony do swojego pierwszego klubu – Internacionalu, a następnie podpisał z nim kontrakt.
W kolejnych latach występował w drużynach Goiás EC, Ceará SC oraz EC São Bento.
| Sezon   | Klub             | Kraj      | Rozgrywki        | Mecze | Bramki |
| ------- | ---------------- | --------- | ---------------- | ----- | ------ |
| 2005    | SC Internacional | Brazylia  | Série A          | 3     | 0      |
| 2006    | SC Internacional | Brazylia  | Série A          | 14    | 0      |
| 2007    | SC Internacional | Brazylia  | Série A          | 6     | 0      |
| 2008    | SC Internacional | Brazylia  | Série A          | 10    | 0      |
| 2008/09 | Valencia CF      | Hiszpania | Primera División | 19    | 0      |
| 2009/10 | Xerez CD         | Hiszpania | Primera División | 35    | 0      |
| 2010    | SC Internacional | Brazylia  | Série A          | 24    | 0      |
| 2011    | SC Internacional | Brazylia  | Série A          | 6     | 0      |
| 2012    | SC Internacional | Brazylia  | Série A          | 1     | 0      |
| 2013    | Goiás EC         | Brazylia  | Série A          | 36    | 0      |
| 2014    | Goiás EC         | Brazylia  | Série A          | 35    | 0      |
| 2015    | Goiás EC         | Brazylia  | Série A          | 35    | 0      |
| 2016    | Goiás EC         | Brazylia  | Série B          | 16    | 0      |
| 2017    | Goiás EC         | Brazylia  | Série B          | 1     | 0      |
| 2018    | Ceará SC         | Brazylia  | Série A          | 0     | 0      |
| 2019    | EC São Bento     | Brazylia  | Série B          | 0     | 0      |

## Kariera reprezentacyjna
Renan nie ma za sobą debiutu w pierwszej reprezentacji Brazylii. W 2008 roku został za to powołany do kadry U-23 prowadzonej przez Carlosa Dungę na Igrzyska Olimpijskie w Pekinie, na których jest rezerwowym dla Diego Alvesa. Mimo to zagrał w pierwszym składzie w wygranym meczu o 3. miejsce z Belgią. Brazylia wygrała 3:0 i zdobyła brązowy medal.